# شريف أباد (فارسان)
شريف أباد (بالفارسية: شریف‌آباد) هي قرية تقع في قسم ميزدج عليا الريفي في إيران. يقدر عدد سكانها بـ 257 نسمة .